# Hl. Drei Könige (Großkayna)

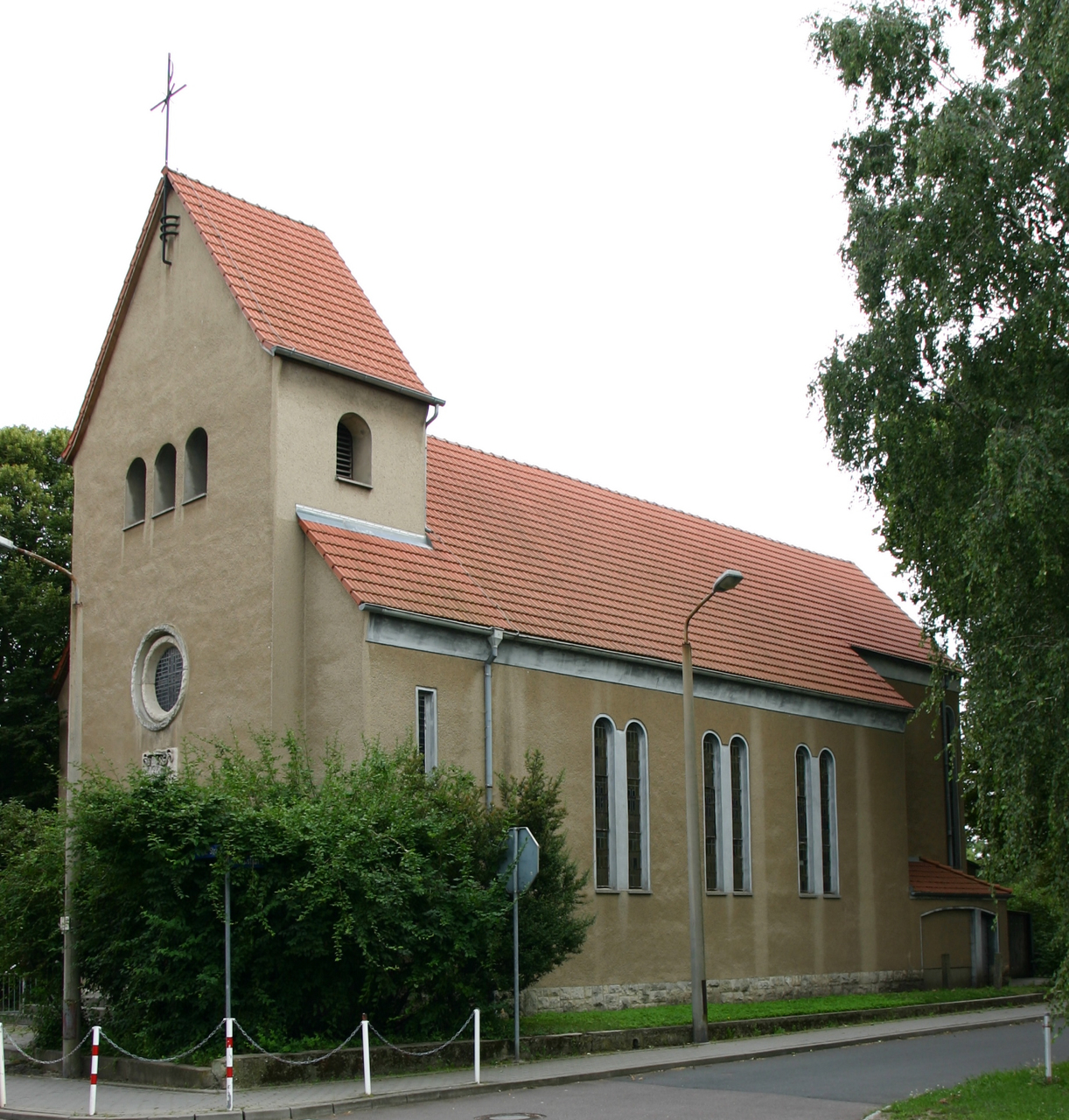
Ehemalige Hl.-Drei-Könige-Kirche (2011)

Die Kirche Heilige Drei Könige war die katholische Kirche in Großkayna, einem Ortsteil von Braunsbedra im Saalekreis in Sachsen-Anhalt. Das nach den Heiligen Drei Königen benannte Gotteshaus gehörte zuletzt zur Pfarrei St. Norbert mit Sitz in Merseburg, im Dekanat Merseburg des Bistums Magdeburg. Das Gebäude wird im Denkmalverzeichnis des Landes Sachsen-Anhalt unter der Erfassungsnummer 094 20746 als Baudenkmal verzeichnet.

## Geschichte
In den 1920er Jahren vergrößerte sich Großkayna durch den Wohnsiedlungsbau der Bergbau- und Energiebetriebe erheblich. 1920 hatte die Elektrizitätswerk Sachsen-Anhalt AG in Großkayna ein Kraftwerk errichtet, und bereits seit 1906 wurde bei Großkayna in einem Tagebau Braunkohle abgebaut. Ende 1910 hatte Großkayna nur 857 Einwohner, bis 1933 war die Einwohnerzahl auf 3572 angestiegen.
Die Katholiken in Großkayna gehörten zunächst zur Kirchengemeinde Weißenfels, katholische Gottesdienste fanden bis Weihnachten 1924 in einer evangelischen Kirche statt. Danach wechselten die Gottesdienstorte mehrfach. Zunächst vom Gasthof Ohm im April 1925 in einem Raum, den die Elektrizitätswerk Sachsen-Anhalt AG zur Verfügung stellte. Am 6. April 1930 wurde eine in einer massiven Baracke der Elektrizitätswerk Sachsen-Anhalt AG eingerichtete Notkapelle benediziert. Als eine Glashütte neuer Eigentümer des Kapellengrundstückes wurde, musste die Kapelle bereits Mitte Oktober 1931 wieder aufgegeben werden. Am 20. November 1931 wurde eine neue Kapelle, die in der Kantine der Gewerkschaft Michel-Vesta eingerichtet worden war, benediziert.
Mitte 1935 wurde in Großkayna eine zu Weißenfels gehörende Filial- (Pfarr-) vikarie gegründet. Vikar Franz Külpmann wurde ihr erster Seelsorger, er blieb bis 1939 in Großkayna.
Bereits 1931 hatte die lokale Gewerkschaft den Katholiken von Großkayna einen Bauplatz für eine Kirche an der Teichstraße geschenkt. Nachdem festgestellt wurde, dass dieser über einer kohleführenden Erdschicht lag, wurde am 8. Juni 1934 das heutige Kirchengrundstück zur Verfügung gestellt. Pläne des Architekten Wilhelm Ulrich aus Halle (Saale) kamen nicht zur Ausführung, stattdessen begann am 4. Juni 1935 der Bau der Kirche nach Plänen von Johannes Reuter aus Bitterfeld.
Am 23. Juni 1935 erfolgte die Grundsteinlegung, und am 22. September 1935 folgte die Konsekration der Kirche durch Caspar Klein, den Erzbischof des Erzbistums Paderborn, zu dem Großkayna damals gehörte. 1939 waren von den 3620 Einwohnern Großkaynas rund 650 katholisch.
Im Zweiten Weltkrieg wurde die Kirche am 30. November 1944 durch Bomben stark beschädigt und das Pfarrhaus völlig zerstört, so dass Josef Immekus, der von 1939 bis 1949 Pfarrvikar von Großkayna war, in eine Wohnung im Dorf ziehen musste. Im Oktober 1945 begann der Wiederaufbau.
Durch die Flucht und Vertreibung Deutscher aus Mittel- und Osteuropa 1945–1950 vergrößerte sich die Zahl der Katholiken in Großkayna weiter, 1948 gehörten fast 3000 Katholiken zur Vikarie Großkayna. Vom 1. Oktober 1948 an unterstand die Vikarie Großkayna der Pfarrei Merseburg. Am 1. April 1949 wurde die Vikarie Großkayna zur Filialkirchengemeinde mit eigenem Kirchenvorstand und eigener Vermögensverwaltung erhoben. Bereits zum 1. Oktober 1950 folgte die Erhebung der Filialkirchengemeinde Großkayna zur selbstständigen Pfarrei, Johannes Bindig wurde ihr erster Pfarrer.
Da in den 1960er Jahren Teile von Großkayna dem Braunkohleabbau weichen mussten, nahm die Einwohnerzahl von Großkayna wieder erheblich ab. 1972 wurden die Tagebaue Großkayna und Kayna-Süd sowie das Kraftwerk Großkayna stillgelegt. Am 8. Juli 1994 wurde das Bistum Magdeburg gegründet, zu dem Großkayna seitdem gehört. Ab 1996 bildeten die Geiseltalgemeinden Großkayna, Mücheln und Braunsbedra/Neumark eine Seelsorgeeinheit, ihr Pfarrer war in Braunsbedra ansässig. Am 1. September 2007 wurde der Gemeindeverbund Merseburg – Bad Dürrenberg – Leuna – Großkayna – Schkopau – Braunsbedra/Neumark – Bad Lauchstädt – Langeneichstädt – Mücheln gegründet. Damals gehörten zur Kirchengemeinde Großkayna rund 110 Katholiken.
Am 20. August 2009 fanden in der Kirche der letzte Gottesdienst und die Profanierung der Kirche statt. Das Kirchengebäude wurde 2013 versteigert und wird heute durch den Zentrum für Zirkus und bewegtes Lernen Halle e.V. als Gruppen-, Trainings- und Veranstaltungsraum genutzt, das ehemalige Pfarrhaus bietet dazu Übernachtungsmöglichkeiten. Auch für private Veranstaltungen ist es zu mieten.

## Architektur und Ausstattung
Das Kirchengebäude und das rechtwinklig daran angebaute Pfarrhaus stehen auf dem Grundstück Grüne Straße 1, an der Ecke zur Nordstraße. Das Kirchengebäude entstand nach Entwürfen des Architekten Johannes Reuter aus Bitterfeld und ist ein schlichter Saalbau mit eingezogenem Turm, durch den das Gebäude erschlossen wird. Über dem Eingangsportal befinden sich ein Ochsenauge, darunter das Wappen von Erzbischof Caspar Klein, der die Kirche geweiht hat. Zudem ließ er anlässlich seines 70. Geburtstages 1935 eine Kollekte für die Kirche durchführen; auch das Patrozinium ist auf seinen Vornamen zurückzuführen.
Die Wandmalerei auf der Rückwand des Altarraums zeigt Jesus Christus auf den Armen Marias, davor die anbetenden Heiligen Drei Könige. Zusätzlich zum Hochaltar, auf dem der Tabernakel stand, wurde nach der Liturgiereform des Zweiten Vatikanischen Konzils im Altarraum ein Volksaltar aufgestellt.